# Italochrysa maclachlani
Italochrysa maclachlani là một loài côn trùng trong họ Chrysopidae thuộc bộ Neuroptera. Loài này được Wallengren miêu tả năm 1875.